# Blame It on Rio
Blame It on Rio is een Amerikaanse filmkomedie uit 1984 onder regie van Stanley Donen.

## Verhaal
De zakenman Matthew Hollis reist samen met zijn vriend Victor naar Rio. Ze hebben ook hun beide dochters meegenomen. Victor duikt meteen het nachtleven in. Bovendien wil zijn minderjarige dochter Matthew voortdurend verleiden.

## Rolverdeling
| Acteur               | Personage              |
| -------------------- | ---------------------- |
| Michael Caine        | Matthew Hollis         |
| Joseph Bologna       | Victor Lyons           |
| Valerie Harper       | Karen Hollis           |
| Michelle Johnson     | Jennifer Lyons         |
| Demi Moore           | Nikki Hollis           |
| José Lewgoy          | Eduardo Marques        |
| Lupe Gigliotti       | Mevrouw Botega         |
| Michael Menaugh      | Peter                  |
| Tessy Callado        | Helaine                |
| Ana Lucía Lima       | Vrouw                  |
| Maria Helena Velasco | Vrouw                  |
| Zeni Pereira         | Moeder van de bruid    |
| Eduardo Conde        | Zanger in de nachtclub |
| Betty von Wien       | Isabella               |
| Nelson Dantas        | Arts                   |